# Дамержог
Дамержог (араб. داميرجوغ‎, фр. Damerjog/Damerdjog) — деревня в регионе Арта в Джибути, в 16 км от столицы, города Джибути, и к северу от границы с Сомали.

## История
Поселение возникло рядом с военным постом, который был предназначен для контролирования иммиграции и охраны за границей. В 1970-х годах, было запрещено движение между границей и Дамержогом.

## Население
На 2012 год, в деревне живёт 600 человек. В городе живут представители различных этнических групп, говорящих на афразийских языках, но больше всего в деревне сомалийцев клана исса. В деревне в основном живут огородники[стиль] и фермеры.

## Инфраструктура
В деревне присутствует больница, которая в случае крайней необходимости может доставить своих пациентов в столичные больницы[стиль]. Также, есть начальная школа и колледж. В деревне, как и раньше, присутствует военный пост, который контролирует иммиграцию, борется с наркоторговлей и незаконным оборотом оружия. Главным образом, деревня принимает мигрантов из Сомали, Сомалиленда и Эфиопии.

## Климат
Согласно системе классификации климатов Кёппена, в Дамержоге аридный климат (BWh). Среднегодовая температура — 30,0 °C, среднегодовая норма осадков — 110 мм.
| Показатель                    | Янв. | Фев. | Март | Апр. | Май  | Июнь | Июль | Авг. | Сен. | Окт. | Нояб. | Дек. | Год   |
| ----------------------------- | ---- | ---- | ---- | ---- | ---- | ---- | ---- | ---- | ---- | ---- | ----- | ---- | ----- |
| Средний суточный максимум, °C | 28,7 | 28,8 | 30,4 | 32,3 | 34,8 | 38,5 | 39,9 | 38,9 | 36,9 | 33,2 | 30,9  | 29,3 | 33,6  |
| Средний суточный минимум, °C  | 20,1 | 23,4 | 24,5 | 25,9 | 27,7 | 29,5 | 30,5 | 29,8 | 29,7 | 26,2 | 24,3  | 21,2 | 26,1  |
| Норма осадков, мм             | 12,0 | 18,8 | 20,3 | 29,9 | 16,7 | 3,1  | 6,2  | 5,6  | 6,1  | 21,2 | 22,4  | 11,2 | 173,5 |
| Источник: Climate-Data.org    |      |      |      |      |      |      |      |      |      |      |       |      |       |